# Giovanni Battista Soria

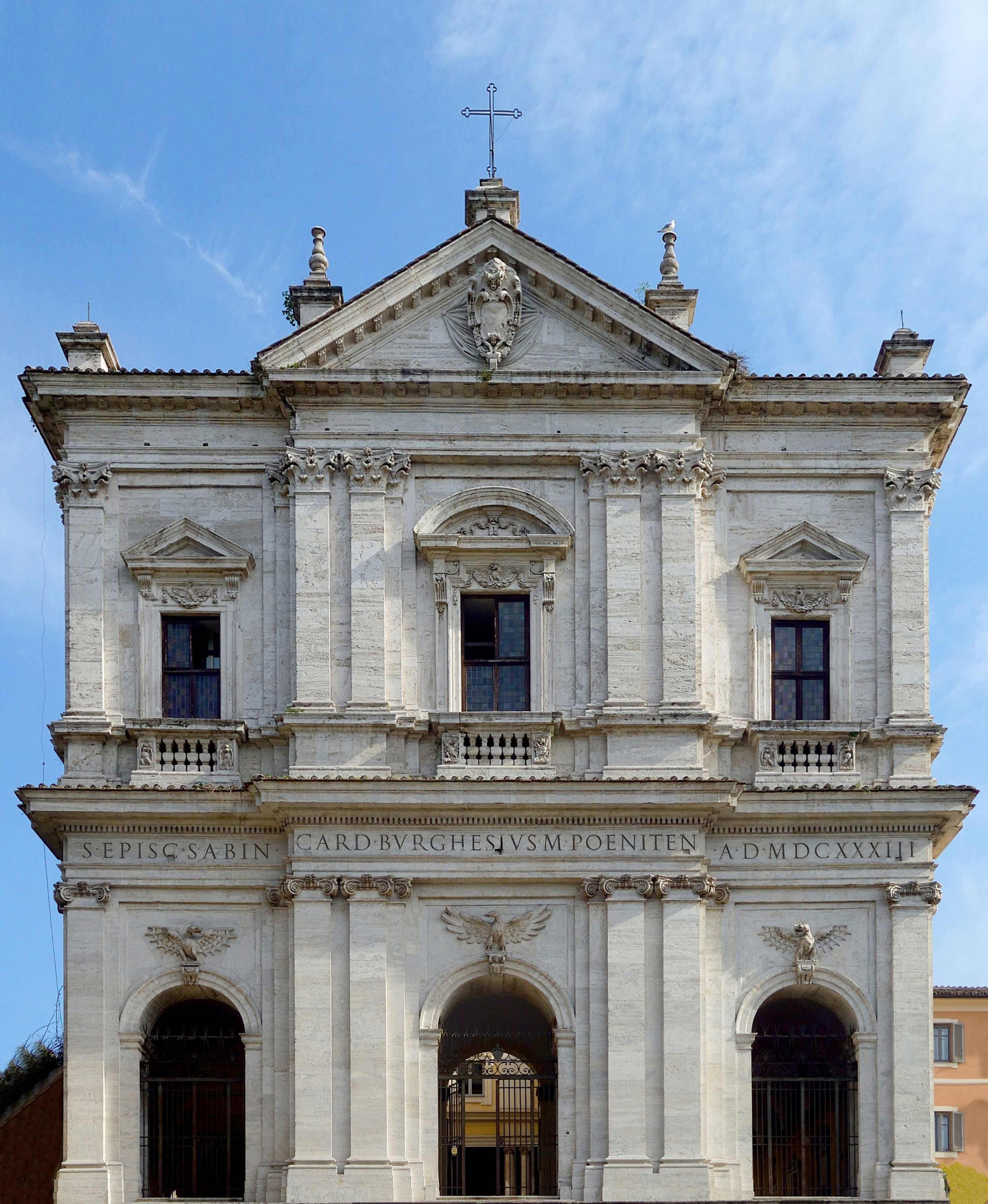
Kościół św. Grzegorza Wielkiego w Rzymie

Giovanni Battista Soria (ur. 1581, zm. 22 listopada 1651) – włoski architekt. Mieszkał i pracował w Rzymie.

## Najbardziej znane prace
- odnowienie fasady Kościół św. Grzegorza Wielkiego w Rzymie.